# Tawny Peaks
Tawny Peaks (* 10. Mai 1970 in New York) ist der Künstlername einer ehemaligen Pornodarstellerin.
Bekannt wurde Tawny Peaks, als sie 1998 von einem Physiotherapeuten verklagt wurde, weil dieser durch ihre Brüste ein Schleudertrauma erlitten haben soll. Ihre BH-Größe lag damals bei 60HHH oder 69HH. Bei einem Junggesellenabschied hätten ihn die Brüste auf einer Tanzfläche im Gesicht getroffen. Der Fall wurde im Fernsehen in der Sendung The People’s Court behandelt, wo der frühere Bürgermeister von New York Ed Koch als Schlichter entschied. Nachdem eine weibliche Gerichtsangestellte die Brüste begutachtet hatte, entschied Koch im Sinne von Peaks und begründete es damit, dass deren Brüste jeweils ungefähr ein Kilogramm schwer seien und von normaler Festigkeit und damit keineswegs gefährlich.
Neben ihrer Pornofilmkarriere trat sie außerdem im Playboy-Video Playboy: Voluptuous Vixens II auf, bei dem Russ Meyer als Gastgeber auftrat, sowie bei der Fernsehdokumentation Breasts.
1999 zog sie sich aus dem Filmgeschäft zurück und ließ sich ihre Brustimplantate entfernen. Später versteigerte sie diese bei eBay. Eines davon wurde vom Online-Casino GoldenPalace.com für  16.766 US-Dollar erworben.

## Filmographie (Auswahl)
- 1998: Let’s Talk About Sex
- 1998: Playboy: Voluptuous Vixens II (Dokumentarfilm)
- 1997: On Location in Fantasy Island
- 1996: Adult Video News Awards
- 1996: Tit to Tit 5
- 1996: Breasts (Dokumentarfilm)
- 1995: Girls Around the World 27
- 1995: Girls Around the World 28
- 1994: Boob Cruise ’94
- 1992: Big Busty 47